# Verfärbender Schneckling
Der Verfärbende Schneckling (Hygrophorus discoxanthus, syn. Hygrophorus chrysaspis Métrod, Hygrophorus cossus sensu Bres., Neuhoff, Bresinsky; Limacium melizeum sensu Ricken) ist ein Blätterpilz aus der Familie der Schnecklingsverwandten (Hygrophoraceae). Er hat einen schmierig bis schleimigen Hut, der jung weißlich ist, sich im Alter aber zunehmend gelbbraun bis rostbraun verfärbt. Auch die anfangs weißlichen Lamellen werden später gelbbraun. Der ringlose Stiel ist feucht unterhalb der Stielspitze schmierig bis schleimig. Das Fleisch des Schnecklings, der sich mit KOH sofort rostbraun verfärbt, hat einen unangenehmen, aromatisch-säuerlichen Geruch. Der in Europa weit verbreitete Mykorrhizapilz ist mit Buchen vergesellschaftet. Die Fruchtkörper erscheinen zwischen August und Oktober. Der auch Gelbverfärbender Schneckling oder Bräunender Schneckling genannte Pilz gilt als ungenießbar, wird aber von einigen Autoren als bedingt essbar bezeichnet.

## Merkmale

### Makroskopische Merkmale
Der Hut ist 3-5(-8) cm breit und jung halbkugelig bis kegelig, dann gewölbt und später abgeflacht. Die Hutmitte ist oft niedergedrückt. Der Hut ist jung weiß bis cremeweiß gefärbt, doch verfärbt er sich schon bald vom anfangs eingebogenem Rand her gelbbraun bis rostbraun. Getrocknete Fruchtkörper sind rostbraun oder rotbraun bis fast schwärzlich. Bei feuchter Witterung ist die Hutoberfläche deutlich schmierig bis schleimig, trocken kann sie auch recht matt sein. Der Hutrand ist scharf und kann die Lamellen etwas überragen.
Die Lamellen sind am Stiel breit angewachsen oder laufen etwas daran herab. Sie stehen wie für Schnecklinge typisch ziemlich entfernt (mit 32-40 durchgehende Lamellen, dazwischen mit 1-3 Zwischenlamellen). Auch die bis zu 6 mm breiten Lamellen sind anfangs cremeweißlich und verfärben sich zunehmend gelbbraun. Das Sporenpulver ist weiß.
Der jung weißliche Stiel ist 3-6(-10) cm lang und 0,5-1 cm breit. Er ist mehr oder weniger zylindrisch und unterhalb der Spitze deutlich feucht schmierig. Wie Hut und Lamellen verfärbt auch er sich im Alter. Die Stielspitze ist feinflockig oder mit Tröpfchen benetzt. Zur Basis hin ist der Stiel mehr oder weniger zugespitzt und bei alten Fruchtkörpern meist hohl.
Das recht weiche Fleisch ist weiß und hat einen unangenehmen Geruch, der lange Zeit an den Fingern haften bleibt. Auch der Geschmack ist unangenehm. Mit KOH verfärbt sich der ganze Fruchtkörper (und nicht nur die Stielbasis) sofort rötlich braun.

### Mikroskopische Merkmale
Die inamyloiden Sporen sind mehr oder weniger elliptisch bis oval, glatt und durchscheinend und messen (6,5)7,0–9 × 4,5–6 µm. Der durchschnittliche Q-Wert (Quotient aus Sporenlänge und -breite) liegt zwischen 1,5 und 1,7. Die schmalen bis schmal-keuligen Basidien sind 34–50 µm lang und 6,5–8 µm breit (Q-Wert = 4,5–7,5). Sie sind in der Regel 4-sporig. Das Hymenophoraltrama ist bilateral und besteht aus zylindrischen bis aufgeblasenen Hyphen (60–140 × 4,5–25 µm). Die Pileipellis (Huthaut) ist ein bis zu 300 µm dickes Ixotrichoderm, das aus ziemlich kompakten, aufgerichteten und miteinander verwobenen, hyalinen, 2,5–5 µm breiten Hyphen besteht. Die zahlreichen freien Enden sind an der Spitze abgeschnitten keulig und dort etwa 4,5–6,5 µm breit. Die Stipitipellis (Stielrinde) ist eine ziemlich dünne (etwa 120 µm dicke) Ixocutis oder ein Ixotrichoderm. Die Hyphen sind etwa 4–6 µm breit. Die apikalen Hyphenenden sind verjüngt oder leicht keulig. Schnallen treten im gesamten Fruchtkörper sehr häufig auf.

## Artabgrenzung
Der Verfärbende Schneckling ist durch seinen auffallenden Geruch, die im Alter auftretende Verfärbung und den Standort (bei Buchen wachsend) recht gut gekennzeichnet. Gleichwohl kann er mit einer ganzen Reihe von weißhütigen Schnecklingen verwechselt werden. Besonders ähnlich sind drei Schnecklinge, die ebenfalls einen schmierig bis schleimigen Hut und Stiel besitzen. Der häufigste Doppelgänger ist der ebenfalls im Buchenwald wachsende Elfenbein-Schneckling (Hygrophorus eburneus). Dessen Fruchtkörper verfärben sich im Alter nicht und seine Stielbasis verfärbt sich mit KOH orange bis orangebraun. Der Eichen-Schneckling (Hygrophorus cossus) wächst bei Eichen und verfärbt sich kaum mit KOH, während die Lamellen des Birken-Schnecklings (Hygrophorus hedrychii) eine deutlich rötliche Tönung haben.

## Ökologie und Verbreitung

Europäische Länder mit Fundnachweisen des Verfärbenden Schnecklings.
Legende:
Länder mit Fundmeldungen
Länder ohne Nachweise
keine Daten
außereuropäische Länder

Der Verfärbende Schneckling ist in Europa weit verbreitet und dürfte im gesamten Verbreitungsgebiet der Rotbuche vorkommen. Auf der Irischen Insel fehlt er, in Großbritannien (Insel) ist er vor allem im Süden verbreitet, in Schottland ist er sehr selten und fehlt im Norden ganz. Auch in den Niederlanden ist der Schneckling selten. Dafür ist er im angrenzenden Belgien und Deutschland zumindest in Kalkgebieten recht häufig. Im südlichen Europa ist er von Spanien bis Bulgarien verbreitet. In Griechenland wurde nur der nahe verwandte Hygrophorus cossus (Eichen-Schneckling) in Buchenwäldern nachgewiesen. Möglicherweise liegt hier eine Verwechslung (beziehungsweise Falschbenennung) vor, da der Eichen-Schneckling an Eichen gebunden ist. Doch wurde das Epitheton cossus lange Zeit fälschlich für den Verfärbenden Schneckling H. discoxanthus verwendet. In Nordeuropa kommt der Schneckling nur im Süden vor. In Finnland fehlt er, dafür gibt es Nachweise aus Estland und Litauen. Selbst in Russland wurde er nachgewiesen. Hier dürfte sich sein Vorkommen auf die Kaukasusregion beschränken.
In Deutschland, Österreich und der Schweiz ist er hauptsächlich auf kalkhaltigen Böden ziemlich häufig. In hoch montanen und alpinen Lagen der Alpen fehlt er. Der höchste Fundort in der Schweiz liegt 1540 m und in Österreich 1300 m über dem Meeresspiegel.
Die Fruchtkörper des Mykorrhizapilzes erscheinen einzeln oder gesellig von August bis Oktober. Der Verfärbende Schneckling ist ein strikter Rotbuchenbegleiter. Er bevorzugt kalkreiche, lehmige Böden.

## Systematik
Die weißen Schnecklinge aus der Eburneus-Gruppe waren in nomenklatorischer Hinsicht lange Zeit eine ausgesprochen verworrene Gruppe, bei der eine Pilzart je nach Autor unterschiedliche Namen haben konnte, bei der aber auch ein Name für verschiedene Pilzarten verwendet wurde. Auch der Verfärbende Schneckling musste – als ein typischer Vertreter dieser Gruppe – in den letzten 100 Jahren mehrmals seinen Namen ändern. Das lag zum einen daran, dass die Artbeschreibungen in der älteren, mykologischen Literatur nach heutigem Maßstab oft unzureichend sind, zum anderen daran, dass sich die Artdiagnosen in Frieses Werken oft mehr oder weniger ändern, da Fries seine Auffassung im Laufe der Jahre revidierte oder präzisierte.
In seiner Observationes Mycologicae beschrieb E. Fries 1815 einen weißlichen Schneckling, mit schleimigem Hut, dessen Hutmitte gilbt und dessen breite, herablaufende Lamellen sich zunehmend braun verfärben. Er nannte diesen Pilz Agaricus discoxanthus. In seiner Systema Mycologicum (1821) jedoch erwähnte Fries diesen Namen nur noch als forma (b) unter Agaricus eburneus, zusammen mit Agaricus nitens With., (eigentlich A. nitens Schaeff. (1774)) und A. cossus Sowerby. Er war sich damals also nicht mehr sicher, ob das sechs Jahre zuvor beschriebene Taxon wirklich eine eigenständige Art verkörperte. In seiner Epicrisis systematis mycologici (1838) sowie in späteren Veröffentlichungen änderte Fries seine Meinung erneut. Er war nun der Meinung, dass A. discoxanthus ein Synonym von Hygrophorus cossus sei.
Doch selbst wenn Fries den Verfärbenden Schneckling in seiner Observationes Mycologicae beschrieben hat (was keineswegs sicher ist), ist dies nicht die älteste wissenschaftliche Beschreibung und Benennung des Verfärbenden Schnecklings. Bereits 1774 hatte Jacob Chr. Schäffer mit Agaricus nitens Schäffer einen weißen Schneckling aus der Eburneus-Gruppe beschrieben. Allerdings ist seine Zeichnung und seine Artbeschreibung nicht detailliert genug, um sicher sagen zu können, welche Art er da genau beschrieben hat. 23 Jahre später beschrieb und zeichnete J. Sowerby einen weißen Schneckling, bei dem es sich zweifelsfrei um den Verfärbenden Schneckling handelt. Sowerby glaubte darin Schaeffers Agaricus nitens zu erkennen und gab seinem Schneckling daher diesen Namen. Doch obwohl Schäffers Name, eindeutig älter ist (1774) als der von Fries (1815), kann Schäffers Name aus taxonomischen Gründen nicht verwendet werden, da er ein illegitimes Homonym des sanktionierten Namens Agaricus nitens Batsch (1789) ist.
1918 beschrieb Adalbert Ricken den Verfärbenden Schneckling unter dem Namen Limacium melizeum, da er glaubte in ihm Frieses Hygrophorus melizeus zu erkennen. Heute wird Hygrophorus melizeus meist im Sinne von Carleton Rea interpretiert und mit Hygrophorus hedrychii synonymisiert. Der Gattungsname Limacium (Fr. ex Rabenh.) P. Kumm. war 1871 durch Paul Kummer eingeführt worden, wird aber heute nicht mehr verwendet. Der italienische Mykologe G. Bresadola hingegen verwendete 1928 in seiner Beschreibung den Namen Hygrophorus cossus (Sowerby) Fr.. Seine Interpretation des Namens beruht im Wesentlichen auf der Beschreibung von H. cossus in Frieses Monographia (1851).
Als der französische Mykologe Georges Métrod den Verfärbenden Schneckling 1938 beschrieb, vermied er es einen friesischen Namen zu wählen, sondern gab ihm mit Hygrophorus chrysaspis Métrod einen komplett neuen Namen, der sich zumindest im deutsch- und französischsprachigem Raum in den folgenden Jahren durchsetzte. Bis Walter Neuhoff 1962 und Bresinsky 1965 vorschlugen, Hygrophorus chrysaspis durch den älteren, friesischen Namen Hygrophorus cossus zu ersetzen. Spätestens als M.M. Moser 1983 diesen Namen in seinem Bestimmungswerk „Röhrlinge-Blätterpilze, 5. Aufl.“ übernahm, setzte sich dieser Name durch, bis der niederländische Mykologe E. Arnolds 1986 sich mit den taxonomischen und nomenklatorischen Problemen der Gattung Hygrophorus auseinandersetzte. Arnolds war der Meinung der Name Hygrophorus cossus könne nicht für den Verfärbenden Schneckling verwendet werden, auch wenn Fries ihn (zumindest in späteren Werken) in diesem Sinn verwendet habe. Viel wichtiger sei aber, wie der Originalautor, also J. Sowerby, die Art aufgefasst habe. Da Sowerby den Verfärbenden Schneckling unter dem Namen Agaricus nitens beschrieben habe, müsse es sich bei Agaricus coccus um ein anderes Taxon handeln. Er schlug vor, stattdessen den längst vergessenen Namen Hygrophorus discoxanthus (Fr.) Rea zu verwenden, den Fries 1815 eingeführt hatte und der durch Carleton Rea 1908 rekombiniert worden war.
Seine Vermutung bestätigte sich 18 Jahre später. Glücklicherweise wurde noch Originalmaterial von Agaricus cossus im Herbarium der Royal Botanic Gardens (Kew) aufbewahrt, das Sowerby selbst 1794 gesammelt hatte. 2004 gelang es Ellen Larsson und Stig Jacobsson die ITS-Region erfolgreich zu sequenzieren. Überraschenderweise zeigten Sequenzanalysen, dass Sowerbys Agaricus cossus identisch mit dem Typus von Hygrophorus quercetorum (Eichen-Schneckling) ist. Da Hygrophorus cossus der ältere Name ist, ersetzt er seitdem, den von P.D. Orton 1985 eingeführten Namen.

## Bedeutung
Der Schneckling gilt als bedingt essbar, zumindest solche Exemplare, bei denen der Geruch weniger stark ausgebildet ist. Laut Laux ist der Veränderliche Schneckling kein Speisepilz.